# Gabriel Mota
Gabriel Mota e Silva (Boa Vista, 24 de dezembro de 1982) é um político brasileiro filiado ao Republicanos.

## Biografia
É formado em administração, possui MBA em gestão de Pessoas e em gestão empresarial, e além disso é produtor rural. Começou sua carreira política como vereador de Boa Vista pelo PP, nas eleições municipais de 2012. Nas eleições municipais de 2016 tentou ser reeleito pelo PV, mas não conseguiu a reeleição e teve 2.884 votos. Nas eleições municipais de 2020 foi eleito novamente vereador pelo Republicanos com 2.398 votos. Nas eleições estaduais em 2022, tentou se eleger deputado federal, mas ficou na suplência com 6.520 votos. Em 2023, assumiu a vaga de deputado federal depois que  o deputado federal Jhonatan de Jesus assumiu a vaga para o TCU.

## Polêmicas

### Suspeita de Funcionários Fantasmas
Após assumiu a vaga de suplente do Ex-Deputado: Jhonatan de Jesus, nomeado ao TCU, empregou em seu gabinete a esposa de Jhonatan: Thallys Mendes dos Santos de Jesus.
Porém, segundo as investigações do jornal: O Estado de S. Paulo, foi descoberto que Thallys atuava como funcionária fantasma no local, com um salário de R$:12 mil
Gabriel nega as acusações.